# 寿福钢
寿福钢（1961年11月—2021年9月），浙江绍兴籍，出生于上海。经济学家寿进文幼子。中華人民共和國企業高管。
1984年7月毕业于复旦大学，获政治经济学学士学位。1987年7月获得复旦大学政治经济学硕士学位，其后于2004年5月获得由美国西北大学及中国香港科技大学联合颁发的工商管理硕士学位。1987年7月加入交通銀行工作，自2007年7月起为交通银行香港分行行政总裁、自2007年9月起为交通财务有限公司行政总裁、自2010年11月起为中国交银保险有限公司董事长。2015年当选香港上海金融企业联合会会长、2016年10月调任交银国际控股有限公司非执行董事。自2017年4月起为交通银行(香港)有限公司董事长。
2021年9月12日，寿福钢被曝在香港西貢區失踪。其屍體於9月17日後在香港西貢担柴山附近被尋回。